# That's So Raven Too!
That's So Raven Too! (Tiếng Việt: Đó cũng thật Raven) là album nhạc phim thứ hai của bộ phim truyền hình dài tập của kênh Disney Channel, That's So Raven. Album đứng vị trí 44 trên bảng xếp hạng Billboard 200, với 22,600 bản được bán trong tuần đầu tiên. Kể từ đó, album đã bán được 200,000 bản (thống kê năm 2007). Album gồm các ca khúc được trình bày bởi các diễn viên trong phim như: "Friends" bởi Raven-Symoné và Anneliese van der Pol, "Little by Little" bởi Orlando Brown và ca khúc của Kyle Massey, "Let's Stick Together". Ngoài ra, các nghệ sĩ nổi tiếng như Jesse McCartney, B5, Everlife, Aretha Franklin, và Aly & AJ.

## Danh sách ca khúc
1. "Some Call It Magic" ("Vài Người Nói Đó Là Ma Thuật") - Raven-Symoné (Matthew Gerrard, Robbie Nevil, Raven-Symoné) – 3:08
2. "Friends" ("Những Người Bạn") - Raven-Symoné, Anneliese van der Pol (Matthew Gerrard, Robbie Nevil, Raven-Symoné) – 3:16
3. "Little By Little" ("Điều Nhỏ Bởi Điều Nhỏ") - Orlando Brown, Raven-Symoné (Matthew Gerrard, Robbie Nevil, Raven-Symoné, Orlando Brown) – 3:25
4. "Jump In" ("Nhảy Vào Nào") - Raven-Symoné (Mathew Gerrard, Robbie Nevil, Raven-Symoné, Jay Condiotti) – 3:51
5. "She's No You (Remix)" ("Cô Ta Không Phải Của Anh") - Jesse McCartney (Matthew Gerrard, Robbie Nevil, Jesse McCartney) – 3:07
6. "Walking on Sunshine" ("Đi Trong Ánh Nắng") - Aly & AJ (Kimberly Rew) – 3:55
7. "Let's Groove" ("Cùng Xoay Nào") - B5 (Maurice White, Wayne Vaughn) – 3:35
8. "Let's Stick Together" ("Hãy Gần Bên Nhau") - Raven-Symoné, Anneliese van der Pol, Kyle Massey (Matthew Gerrard, Robbie Nevil, Raven-Symoné) – 3:26
9. "A Day in the Sun" ("Một Ngày Với Nắng) - Anneliese van der Pol (Matthew Gerrard, Charlie Midnight) – 3:30
10. "I Can See Clearly Now" ("Tôi Có Thể Thấy Rõ Rồi") - Everlife (Johnny Nash) – 3:12
11. "Will It Go Round in Circles" ("Nó Có Đi Thành Vòng Không") - Orlando Brown (B. Preston, B. Fisher) – 3:06
12. "This Is My Time" (Remix) ("Đến Lúc Rồi") - Raven-Symoné (Matthew Gerrard, Robbie Nevil, Raven-Symoné) – 3:41
13. "Respect" ("Sự Tôn Trọng") - Aretha Franklin (Otis Redding) – 2:23
14. "Supernatural (Too! Mix)"(Siêu-giản đơn) - Raven-Symoné (Matthew Gerrard, Michelle Lewis) – 2:45
15. "Some Call It Magic (B.F.F. Mix)" - Raven-Symoné (Matthew Gerrard, Robbie Nevil, Raven-Symoné) – 2:59

### Bài hát tặng kèm
Wal-Mart
1. "Friends (50/50 Mix)" - Anneliese van der Pol, Raven-Symoné (Matthew Gerrard, Robbie Nevil, Raven-Symoné) – 3:16

iTunes
1. "Little By Little (Remix)" - Raven-Symoné, Orlando Brown – 3:13

## Xếp hạng
| Bảng xếp hạng                  | Vị trí | Số bán                               |
| ------------------------------ | ------ | ------------------------------------ |
| U.S. Billboard 200             | 44     | 200,000+ (thống kê tháng 4 năm 2007) |
| U.S. Billboard Top Kid Audio   | 3      | 200,000+ (thống kê tháng 4 năm 2007) |
| U.S. Billboard Top Soundtracks | 4      | 200,000+ (thống kê tháng 4 năm 2007) |